# Sergej Milinković-Savić
Sergej Milinković-Savić (Lérida, España, 27 de febrero de 1995) es un futbolista serbio que juega como centrocampista en el Al-Hilal Saudi F. C. de la Liga Profesional Saudí.
Es internacional con la selección de Serbia, con cuyas categorías inferiores se proclamó campeón del Mundial sub-20 de 2015 celebrado en Nueva Zelanda, donde fue galardonado como el balón de bronce como tercer mejor jugador del torneo.

## Trayectoria

### Inicios y primeros años
Ligado a la carrera deportiva de su padre, Nikola Milinković, nació en España mientras Nikola era futbolista de la Unió Esportiva Lleida. Trasladados a diferentes puntos de la península ibérica, su padre se unió al Grazer Athletik-Sport Klub austriaco, al tiempo en el que Sergej se inició en la academia del club, para posteriormente pasar a los juveniles del Fudbalski Klub Vojvodina Novi Sad de su país de ascendencia. Fue uno de los centrocampistas surgidos del equipo que ganó dos títulos nacionales consecutivos de juveniles, junto a jugadores como Mijat Gaćinović y Nebojša Kosović. Sus actuaciones le llevaron a firmar su primer contrato vinculante con el primer equipo. Como profesional hizo su debut en una derrota por 3-0 ante Jagodina el 23 de noviembre de 2013, mientras que marcó su primer gol en el empate 1-1 frente al Spartak Subotica el 9 de marzo de 2014. En su primera temporada en la máxima categoría completó un total de trece partidos en el campeonato en los que anotó tres goles, además de participar en el título de la Copa de Serbia 2013-14, mismo año del centenario del club.
A la temporada siguiente fue contratado por el Koninklijke Racing Club Genk belga, debutando el 2 de agosto en un empate a un gol frente al Cercle Brugge Koninklijke Sportvereniging. Anotó su primer gol con el conjunto genkois el 18 de enero y que puntuó para el empate por 1-1 contra el K. S. C. Lokeren Oost-Vlaanderen. Un total de cinco goles en 24 apariciones durante la temporada fueron sus estadísticas que suscitaron el interés de la Società Sportiva Lazio italiana.
En el conjunto romano estuvo ocho temporadas en las que disputó 341 partidos y anotó 69 goles. Se marchó en julio de 2023 después de ser traspasado al Al-Hilal Saudi F. C.

## Selección nacional
Ha sido internacional con la selección de Serbia en las categorías juveniles sub-18, sub-19, sub-20 y sub-21, con las que sumó un total de 37 partidos en los que anotó ocho goles.
El 1 de junio de 2018 fue incluido por el seleccionador Mladen Krstajić en la lista de 23 para el Mundial.

### Participaciones en fases finales
| Competición         | Sede          | Resultado     | Partidos | Goles |
| ------------------- | ------------- | ------------- | -------- | ----- |
| Europeo sub-19 2013 | Lituania      | Campeón       | 4        | 0     |
| Europeo sub-19 2014 | Hungría       | Tercer puesto | 1        | 0     |
| Mundial sub-20 2015 | Nueva Zelanda | Campeón       | 6        | 1     |
| Mundial 2018        | Rusia         | Primera fase  | 3        | 0     |
| Mundial 2022        | Catar         | Primera fase  | 3        | 1     |
| Eurocopa 2024       | Alemania      | Primera fase  | 3        | 0     |

## Estadísticas

### Clubes
Actualizado al último partido jugado el 4 de julio de 2025.
| Club                                | Div.          | Temporada     | Liga  | Liga  | Liga   | Copas nacionales | Copas nacionales | Copas nacionales | Copas internacionales | Copas internacionales | Copas internacionales | Total | Total | Total  | Media goleadora |
| Club                                | Div.          | Temporada     | Part. | Goles | Asist. | Part.            | Goles            | Asist.           | Part.                 | Goles                 | Asist.                | Part. | Goles | Asist. | Media goleadora |
| ----------------------------------- | ------------- | ------------- | ----- | ----- | ------ | ---------------- | ---------------- | ---------------- | --------------------- | --------------------- | --------------------- | ----- | ----- | ------ | --------------- |
| F. K. Vojvodina Serbia              | 1.ª           | 2013-14       | 13    | 3     | 1      | 3                | 1                | 0                | 0                     | 0                     | 0                     | 16    | 4     | 1      | 0.25            |
| F. K. Vojvodina Serbia              | Total club    | Total club    | 13    | 3     | 1      | 3                | 1                | 0                | 0                     | 0                     | 0                     | 16    | 4     | 1      | 0.25            |
| K. R. C. Genk · Bélgica             | 1.ª           | 2014-15       | 24    | 5     | 1      | 0                | 0                | 0                | ―                     | ―                     | ―                     | 24    | 5     | 1      | 0.21            |
| K. R. C. Genk · Bélgica             | Total club    | Total club    | 24    | 5     | 1      | 0                | 0                | 0                | 0                     | 0                     | 0                     | 24    | 5     | 1      | 0.21            |
| S. S. Lazio · Italia                | 1.ª           | 2015-16       | 25    | 1     | 1      | 2                | 0                | 0                | 8                     | 2                     | 0                     | 35    | 3     | 1      | 0.09            |
| S. S. Lazio · Italia                | 1.ª           | 2016-17       | 34    | 4     | 9      | 5                | 3                | 1                | ―                     | ―                     | ―                     | 39    | 7     | 10     | 0.18            |
| S. S. Lazio · Italia                | 1.ª           | 2017-18       | 35    | 12    | 4      | 5                | 0                | 2                | 8                     | 2                     | 3                     | 48    | 14    | 9      | 0.29            |
| S. S. Lazio · Italia                | 1.ª           | 2018-19       | 31    | 5     | 3      | 5                | 2                | 0                | 5                     | 0                     | 0                     | 41    | 7     | 3      | 0.17            |
| S. S. Lazio · Italia                | 1.ª           | 2019-20       | 37    | 7     | 6      | 2                | 0                | 1                | 4                     | 1                     | 1                     | 43    | 8     | 8      | 0.19            |
| S. S. Lazio · Italia                | 1.ª           | 2020-21       | 32    | 8     | 8      | 2                | 0                | 0                | 7                     | 0                     | 0                     | 41    | 8     | 8      | 0.2             |
| S. S. Lazio · Italia                | 1.ª           | 2021-22       | 37    | 11    | 10     | 2                | 0                | 0                | 8                     | 0                     | 1                     | 47    | 11    | 11     | 0.23            |
| S. S. Lazio · Italia                | 1.ª           | 2022-23       | 36    | 9     | 8      | 2                | 0                | 0                | 9                     | 2                     | 0                     | 47    | 11    | 8      | 0.23            |
| S. S. Lazio · Italia                | Total club    | Total club    | 267   | 57    | 49     | 25               | 5                | 4                | 49                    | 7                     | 5                     | 341   | 69    | 58     | 0.2             |
| Al-Hilal Saudi F. C. Arabia Saudita | 1.ª           | 2023-24       | 30    | 11    | 10     | 6                | 0                | 3                | 13                    | 3                     | 3                     | 49    | 14    | 16     | 0.29            |
| Al-Hilal Saudi F. C. Arabia Saudita | 1.ª           | 2024-25       | 31    | 12    | 6      | 5                | 1                | 0                | 16                    | 4                     | 2                     | 52    | 17    | 8      | 0.33            |
| Al-Hilal Saudi F. C. Arabia Saudita | Total club    | Total club    | 61    | 23    | 16     | 11               | 1                | 3                | 29                    | 7                     | 5                     | 101   | 31    | 24     | 0.31            |
| Total carrera                       | Total carrera | Total carrera | 365   | 88    | 67     | 39               | 7                | 7                | 78                    | 14                    | 10                    | 482   | 109   | 84     | 0.23            |
| 1. 2. 3.                            |               |               |       |       |        |                  |                  |                  |                       |                       |                       |       |       |        |                 |

## Palmarés

### Títulos nacionales
| Título                      | Club                 | País           | Año     |
| --------------------------- | -------------------- | -------------- | ------- |
| Copa de Serbia              | F. K. Vojvodina      | Serbia         | 2013-14 |
| Supercopa de Italia         | S. S. Lazio          | Italia         | 2017    |
| Copa Italia                 | S. S. Lazio          | Italia         | 2018-19 |
| Supercopa de Italia         | S. S. Lazio          | Italia         | 2019    |
| Supercopa de Arabia Saudita | Al-Hilal Saudi F. C. | Arabia Saudita | 2023    |
| Liga Profesional Saudí      | Al-Hilal Saudi F. C. | Arabia Saudita | 2023-24 |
| Copa del Rey de Campeones   | Al-Hilal Saudi F. C. | Arabia Saudita | 2023-24 |
| Supercopa de Arabia Saudita | Al-Hilal Saudi F. C. | Arabia Saudita | 2024    |

### Títulos internacionales
| Título         | Equipo (*)    | Sede          | Año  |
| -------------- | ------------- | ------------- | ---- |
| Europeo sub-19 | Serbia sub-19 | Lituania      | 2013 |
| Mundial sub-20 | Serbia sub-20 | Nueva Zelanda | 2015 |

(*) Incluyendo la selección.

### Distinciones individuales
| Distinción                                    | Año     |
| --------------------------------------------- | ------- |
| Mejor centrocampista de la Serie A            | 2018-19 |
| Mejor jugador del Campeonato de Clubes Árabes | 2023    |